# فقاعي الرأس
فقاعي الرأس (الاسم العلمي:†Bullacephalus) هو جنس منقرض من بيارميات وأشباهها الوحشية الوجه ينتمي إلى فصيلة البرنيتيات. النوع النمطي فقاعي الرأس الجاكسوني تمت تسميته في عام 2003. وهو معروف من جمجمة كاملة نسبياً وفك سفلي تم اكتشافها في نطاق التجمع لمطبن الرأس من البرمي المتأخر من مجموعة بوفورت في جنوب أفريقيا.